# Jean Saint Malo
Jean Saint Malo (? - 19 juin 1784, aussi connu en espagnol sous le nom de Juan San Malo) est le chef d'un groupe d'esclaves en fuite qui se révolta contre les Espagnols dans la Louisiane coloniale, un quart de siècle avant la révolte de La Nouvelle-Orléans. 
Il campait avec ses troupes dans la zone des marais du Lac Borgne à l'est de La Nouvelle-Orléans, la « capitale » de la révolte dans les années 1780-1784 étant Galliard. Sa bande d'insurgés armés se rendait dans les plantations et dans les villes, pour forcer la libération des noirs. Les troupes espagnoles réduisirent pratiquement la révolte en 1783 mais Saint Malo ne fut pris qu'en 1784 et condamné à mort. Il fut pendu par le maire Mario de Reggio le 19 juin 1784 devant la cathédrale Saint-Louis de La Nouvelle-Orléans (actuel square Jackson). Le village lacustre de Saint Malo dans les marais bordant le Lac Borgne aurait été nommé d'après lui. 
Par coïncidence, le 19 juin, date de l'exécution de Saint Malo, est le jour du Juneteenth où de nombreux afro-américains célèbrent la fin officielle de l'esclavage dans plusieurs États du Sud des États-Unis.

## Source
- (en) Cet article est partiellement ou en totalité issu de l’article de Wikipédia en anglais intitulé « Jean Saint Malo » (voir la liste des auteurs).